# 施林根之战
在施林根战役（法語：Bataille de Schliengen）中，由让·维克多·莫罗指挥的法国莱茵摩泽尔方面军和由奥地利卡尔大公指挥的奥地利军队交火，双方均宣称获得胜利。施林根位于今德国巴登-符腾堡州勒拉赫县，靠近德国巴登-符腾堡州、法国的上莱茵省和瑞士的巴塞爾城市州边境。
在法国大革命战争中，施林根对法兰西共和国和哈布斯堡奥地利双方来说都是一个重要的战略点。此地的控制权关系到西南德意志诸邦和莱茵河口的安危。10月20日莫雷从弗赖堡撤退，并将军队驻扎在山脊上。险要的地势可以防止卡尔大公从法军右翼发动侧袭。而法军左翼紧靠莱茵河以防止被包抄，法军中部位于一个直径7英里（11公里）的半圆形高地上，可以居高临下指挥，防守无懈可击。因此，卡尔大公决定直接全力攻击法军侧翼，使得双方都伤亡惨重。
尽管法军和奥军都同时宣称获胜，军事历史学家总的来说认为奥军取得了战略优势。但是，法军秩序井然地撤退，几天以后又在于南盖渡过莱茵河。維也納在政治上和外交上陷入混乱，浪费了卡尔大公已取得的战略优势，并让哈布斯堡王朝的军队陷入莱茵河畔的两场围城战中，未能增援此时亟需兵力的北意大利。战役结束后，维也纳为此建了一座纪念碑，巴黎凯旋门也记下了此战。

## 背景
最初，欧洲君主们将法国大革命视为法国国王与其臣民之间的争端，并未准备干涉。当革命形势愈发严峻，他们宣称欧洲各国君主的利益与路易十六及其家庭的利益相一致，1791年8月27日发布的皮尔尼茨宣言对可能危及王室家庭的行为发出了模糊但是严厉的威胁。革命者们面临的形势越发困难。法国的流亡者出于将他们的问题与国际关系相结合的考虑，继续鼓动反革命运动。最终，1792年4月20日，法国国民公会对奥地利宣战。在这场第一次反法同盟战争（1792-98）中，大多数与法国陆上接壤或隔海相望的欧洲邻国都与法国开战，除此之外还有葡萄牙王國和奥斯曼帝国[1]。法国在1792年取得了一些胜利，但到1793年初，危机降临：法军被赶出比利时，国内有旺代叛乱的阴谋，教士的公民组织法引发了广泛的憎恨，而法王刚被处决。共和国的军队也处于混乱状态之中，广泛征兵制的实施往沮丧的军队中补充了数千名文盲和未经训练的新兵，使得情况更加急迫。对于法国方面来说，1795年的莱茵战役变成一场十足的灾难，尽管他们在其它战区取得了一些胜利（比方说比利牛斯战役）。

### 1796年战况
第一次反法同盟的军队由帝国军队和各国军队的步骑兵组成，总数达到125,000人（包括三支自由军团），对于18世纪来说是一支力量可观的军队，但对于大革命战争来说显得不足。尽管如此，总的来说，从瑞士到北海的战线由总指挥卡尔大公的军队负责，而从瑞士-意大利边境到亚德里亚海的战线由達戈貝爾·西格蒙德·馮·維爾姆澤负责。哈布斯堡军队虽然多，但是其白衣步兵还不足以在从巴塞尔到法兰克福的战线上组成有效的战略纵深以抵抗对手的压力。与法军的情况相比，卡尔只有数量一半的军队来负责从巴塞尔附近的伦兴到宾根的211英里（340公里）宽的战线。此外，他将自己的主力交由巴列特·拉图尔伯爵指挥，集中在卡尔斯鲁厄和达姆施塔特之间，此处莱茵河与美茵河合流，是通往东德意志诸邦和维也纳的大门，有开阔的河岸和方便的桥梁，最易遭到攻击。在他的北边，威廉·冯·瓦滕斯莱本（Wilhelm von Wartensleben）指挥的自由军团 占据了美因茨到吉森的战线。奥地利军队由从巴尔干地区调来的职业军和自帝国行政区征召来的征召军组成。
1796年战役开始时，两位法国将军，让-巴普蒂斯·儒尔当和让·维克多·莫罗分别指挥桑布尔-默兹方面军和莱茵-摩泽尔方面军。在法国上下引起广泛争议的法国公民军，是根据大革命中实行的广泛征兵制组建的军队。大批年轻人被征召入伍，逐步替换老兵，以免拖累行伍中士气高昂的青壮年士兵。此外，这支军队完全依赖乡村进行补给。1796年4月以后，决定以货币支付军饷，但是军饷仍在拖欠。从春季到初夏，未领薪饷的法国军队几乎一致闹兵变：1796年5月，驻扎在边境小镇茨韦布吕肯的第74半旅叛变；6月，第17半旅抗命，第84半旅两个连叛变。法军指挥官认为必须对德意志各邦发动进攻，不仅是为了战争目的，还有更实际的原因：督政府认为应当以战养战，而没有为自己的军队划拨薪饷和补给预算。

### 引用
1. ↑   Digby Smith. "Battle of Schliengen." Napoleonic Wars Data Book. Merchanicsburg, Pennsylvania: Stackpole, 1998, pp. 125–126.
2. ↑  Timothy Blanning.
3. ↑  (French) R. Dupuy, Nouvelle histoire de la France contemporaine.
4. ↑  Gunther E. Rothenberg, "The Habsburg Army in the Napoleonic Wars (1792–1815)".
5. ↑  Jean Paul Bertaud, R.R. Palmer (trans).
6. ↑  See Phipps, v.